# Louis Renault (prawnik)
Louis Renault (ur. 21 maja 1843 w Autun, zm. 8 lutego 1918 w Barbizon) – prawnik francuski, laureat Pokojowej Nagrody Nobla w 1907 roku.
Był synem księgarza, studiował w Dijon i Paryżu. W latach 1868–1873 wykładał na uniwersytecie w Dijon, od 1881 roku był profesorem prawa międzynarodowego na uniwersytecie w Paryżu. Od 1890 roku radca prawny Ministerstwa Spraw Zagranicznych Francji, był w gronie twórców Instytutu Prawa Międzynarodowego. Występował jako arbiter w sporach międzynarodowych, brał aktywny udział w konferencjach pokojowych w Hadze w latach 1899 i 1907.
Wspólnie z Włochem Ernesto Monetą otrzymał w 1907 roku Pokojową Nagrodę Nobla. Był odznaczony m.in. Legią Honorową.